# 十八里店
十八里店是北京的一个交通节点，通过与数座桥梁连接，此处成为北京四环路东南角与京津塘高速公路连接的地方。立交桥群由十八里店北桥、十八里店桥、十八里店南桥组成。
十八里店位于北京的东南，附近有北京经济技术开发区。
当1993年京津塘高速公路开通时，十八里店是一处無足輕重的地方，十八里店是京津塘高速公路的第一号出口。
当北京四环路开通时，十八里店的重要性提高了。在貿易的衝突中，北京朝阳口岸設於十八里店，2004年，北京市公安局公安交通管理局将其车辆管理所总所从北苑迁至十八里店。
北京四环路向东沿伸止于十八里店。2001年以前，除了转到京津塘高速公路，别无往东的大道。